# Perioada Nara
Perioada Nara (奈良時代 Nara-jidai?) este perioada din istoria Japoniei dintre anii 710 și 794 d.C., care a urmat după perioada Yamato. În 710 împărăteasa Gemmei stabilise capitala japoneză la Heijō-kyō (orașul Nara de astăzi). Cu excepția celor cinci ani (740-745), când capitala a fost mutată înapoi la Fujiwara (en) (municipiul Kashihara de astăzi), Nara a rămas capitala Japoniei, până în 784 când împăratul Kammu a mutat-o la Nagaoka și apoi peste numai zece ani la Heian-kyō (orașul Kyoto de astăzi).
Conform cărții antice japoneze Nihon Shoki, denumirea "Nara" este derivată de la verbul „a nivela” (平す narasu?). Teoriile moderne sugerează că denumirea este înrudită cu cuvântul coreean nara (țară, regat).
În această perioadă ocupația principală a societății japoneze a fost agricultura, populația fiind concentrată în sate. Majoritatea sătenilor profesau șintoismul, o religie bazată pe cultul spiriților (kami) naturii și ai strămoșilor.
Japonia din această perioadă a fost o monarhie de tip absolutist, având ca model sistemul chinez, bazat de pe o structură administrativă birocratică centralizată. Capitala a fost modelată după orașul Chang'an (Xi'an de astăzi), capitala Chinei pe timpurile dinastiei Tang. În multe aspecte clasa superioară a societății japoneze o urmă pe cea chineză, inclusiv adoptarea caracterelor chinezești (numite în japoneză "kanji"), religiei budiste, manierelor și modei. 
Perioada care a urmat în istoria Japoniei a fost perioada Heian.

## Literatura perioadei Nara
Primele opere literare japoneze din perioada Nara au fost rezultatul eforturilor curții imperiale de a înregistra și documenta evenimente istorice. Așa lucrări ca Kojiki și Nihon Shoki, fiind de natură politică, au servit drept mijloc de justificare și întărire a puterii imperiale în Japonia.
Cu răspândirea scrisului a apărut și poezia japoneză, cunoscută în limba japoneză sub denumirea de waka. Pe baza culegerilor particulare de poezie au apărut Man'yōshū, prima mare compilație de poezie japoneză (după 759). Până la inventarea și răspândirea  sistemului silabic de scriere (kana), autorii au folosit ieroglife împrumutate din chineză pentru sunetele limbii japoneze. Acest sistem de scriere este cunoscut sub denumirea de man'yōgana.

## Dezvoltarea economică
Pe parcursul perioadei Nara a fost îmbunătățită rețeaua de drumuri ce legau Nara cu capitalele proviciilor. Impozitele se percepeau mai eficient și mai sistematic. Monede au fost bătute și introduse în circulație.
Spre sfârșitul perioadei cheltuielile de întreținere a aparatului de stat au crescut și curtea imperială a început disponibilizarea funcționarilor mici. În 792 serviciul militar universal a fost anulat, iar conducătorilor locali li s-a permis formarea  forțelor locale de miliție.

## Situația politică
Lupta între clanuri a continuat în perioada Nara. Membrii familiei imperiale, cele mai puternice familii nobile, așa ca Clanul Fujiwara, și preoții budiști tindeau spre putere.
După moartea lui Fujiwara no Fuhito (cel mai influent nobil din clanul Fujiwara) în 720, Prințul Nagaya, vărul împărătesei Gensho, a căpătat putere politică. În 724 cu ajutorul fiilor lui Fuhito (Muchimaro, Umakai, Fusasaki și Maro) împăratul Shomu, fiul împăratului Mommu și Fujiwara no Miyako (fiica lui Fuhito) a ajuns pe tron. În 729 Prințul Nagaya a fost arestat, fals acuzat de crimă și impus să se sinucidă, după clanul Fujiwara a recăpătat control politic.
Însă în 735 a izbucnit o epidemie de variolă provenită din Kyushu, iar peste 2 ani toți frații Fujiwara au fost omorâți, ceea ce a condus la diminuarea temporară a influenței clanului. Împăratul a fost într-atât de șocat de acest dezastru, încât a mutat palatul regal de trei ori după 740, restabilindu-l la Nara abia în 745.
În pofida reformelor din perioada Nara, decentralizarea puterii a devenit o regulă.Pentru a recăpăta control, în 784 curtea imperială a mutat capitala la Nagaoka-kyo, iar în 794 la Heian-kyo.

## Instaurarea budismului
Instaurarea budismuli în Japonia a constituit un pas major în dezvoltarea culturii japoneze. Budismul a fost introdus din statul coreean Baekje în secolul VI, însă a cunoscut o atitudine mixtă până în perioada Nara, când această religie a fost acceptată de către împăratul Shomu. Shomu și soția sa din clanul Fujiwara au fost budiști înflăcărați, care au promovat activ budismul, folosindu-l totodată ca metodă de întărire a instituțiilor de stat.
În perioada domniei împăratului Shomu a fost construit templul Tōdai-ji (Marele templu de est), în care a fost instalată statuia din bronz a lui Buddha Dainichi (Marele Soare) de 15 metri înălțime. Însăși împăratul Shomu s-a declarat drept „slujitor a celor trei comori” ale budismului: Buddha, Dharma (învățăturile budiste) și Sangha (comunitatea budistă). Guvernul central a fondat kokubunji (temple regionale) în provincii. Templul Tōdai-ji avea statut de kokubunji al provinciei Yamato (prefectura Nara de astăzi).